# Coming Apart (album)
Coming Apart je první studiové album amerického hudebního dua Body/Head. Vydalo jej dne 10. září roku 2013 hudební vydavatelství Matador Records. Nahráno bylo během prosince 2012 ve studiu Sonelab ve městě Easthampton v americkém státě Massachusetts. Jde o experimentální hudbu tvořenou za pomocí hluků elektrických kytar. Obsahuje celkem deset skladeb, z nich dvě mají převzatý text z jiných písní: „Ain't“ z „Ain't Got No, I Got Life“ od zpěvačky Niny Simone a „Black“ z tradicionálu „Black Is the Colour (Of My True Love's Hair)“.

## Seznam skladeb
Autory veškeré hudby jsou Kim Gordon a Bill Nace, autoři textů jsou uvedeni.
| Pořadí         | Název           | Text                     | Délka |
| -------------- | --------------- | ------------------------ | ----- |
| 1.             | Abstract        | Gordon                   | 6:07  |
| 2.             | Murderess       | Nace                     | 1:06  |
| 3.             | Last Mistress   | Gordon                   | 6:39  |
| 4.             | Actress         | Gordon                   | 5:01  |
| 5.             | Untitled        | Gordon                   | 1:49  |
| 6.             | Everything Left | Gordon                   | 5:37  |
| 7.             | Can't Help You  | Gordon                   | 5:11  |
| 8.             | Ain't           | James Rado, Gerome Ragni | 6:01  |
| 9.             | Black           | tradicionál              | 13:19 |
| 10.            | Frontal         | Gordon                   | 17:13 |
| Celková délka: | Celková délka:  | Celková délka:           | 68:03 |

## Obsazení
- Kim Gordon – zpěv, kytara
- Bill Nace – kytara